# Vistaresjön
Vistaresjön är en sjö i Herrljunga kommun i Västergötland och ingår i Viskans huvudavrinningsområde.